# Distretto di Tsiroanomandidy
Il distretto di Tsiroanomandidy è un distretto del Madagascar situato nella regione di Bongolava. Ha per capoluogo la città di Tsiroanomandidy.
La popolazione del distretto è di 309 771 abitanti (censimento 2011).